# Erdmann Peter Bonnesen
Erdmann Peter Bonnesen, född 29 oktober 1846 i Köpenhamn, död 21 februari 1932 i Fredensborg, var en dansk maskiningenjör. 
Erdmann Peter Bonnesen var son till skeppbyggmästaren Ertmann Peter Bonnesen (1809–1877), som 1855 byggde den första sjöräddningsbåten i Sverige, vilken finns bevarad i Sandhammarens räddningsstation.
Bonnesen blev student 1864, avlade 1866 filosofisk examen och dimitterades 1873 som ingenjör från Den polytekniske Læreanstalt. Efter att under ett par år ha verkat som assistent vid järnvägsanläggningar, grundade han 1875 tillsammans med Christian Ramsing ett ingenjörskontor för ventilationsanläggningar, och efter att 1881 ha lämnat detta, grundade han maskinfabriken Bonnesen & Danstrup, ur vilken han utträdde 1889. I dessa två verksamheter förestod och utförde han en rad betydande uppvärmnings- och ventilationsanläggningar. Han verkade även som lärare i teknisk ritning vid Den polytekniske Læreanstalt, 1870–1881 som assistent, 1888–1902 som docent, och 1902–1917 som professor samt som docent i värme- och ventilationsteknik vid samma läroanstalt från 1892.